# Edosa enchrista
Edosa enchrista är en fjärilsart som beskrevs av Edward Meyrick 1917. Edosa enchrista ingår i släktet Edosa och familjen äkta malar. Inga underarter finns listade i Catalogue of Life.